# Charles Rizk
Pour les articles homonymes, voir Rizk.
Charles Rizk (arabe : شارل رزق), né le 20 juillet 1935 à Beyrouth, est un homme politique libanais. Après avoir fait des études de droit et d'économie il fut à l'âge de 28 ans le plus jeune directeur de l'Information du président Fouad Chehab. Proche ami du président de la République Émile Lahoud. Il est également  diplômé de l'institut d'études politiques de Paris. Depuis la sortie forcée des syriens en 2005 à la suite de l’attentât contre le Premier ministre Hariri, il s’est complètement éloigné de la scène politique de peur de représailles.

## Biographie
Ancien directeur de l’Agence nationale d'informations, il devient représentant spécial du président de la République au sein du conseil permanent de l’Agence internationale de la Francophonie.
En avril 2005, il est nommé ministre du Tourisme et de l’Information au sein du gouvernement de Najib Mikati. En juillet de la même année, Fouad Siniora le nomme ministre de la Justice.

Sa nomination a fait l’objet d’une surprise et d’une consternation. Le portefeuille de la justice ayant été âprement disputé entre le Courant patriotique libre de Michel Aoun qui le réclamait et le Courant du Futur de Saad Hariri qui tenait à ce qu’il revienne à un membre du Courant, afin de garantir l’efficacité de l’enquête sur l’assassinat de Rafiq Hariri, le poste échoit finalement à un proche d’Émile Lahoud, considéré comme impliqué dans l’assassinat de l’ancien Premier ministre.
Néanmoins, Charles Rizk a fait preuve d’une collaboration professionnelle avec la commission d’enquête onusienne. Il est aussi considéré comme un candidat potentiel à la Présidence de la République.
À partir d'octobre 2006, avec la conclusion du protocole créant un tribunal international spécial sur l'assassinat de Rafiq Hariri, les relations se crispent entre Rizk et son ancien mentor, Émile Lahoud. Rizk est accusé d'avoir trahi Lahoud, en adoptant les arguments de l'Alliance du 14 Mars quant au tribunal international.

## Décoration
- Chevalier de la Légion d'honneur (14 juillet 2011)